# Igor Dula
Igor Dula (ur. 20 grudnia 1878 w Martinie, zm. 3 kwietnia 1951 w Bratysławie) – słowacki polityk, lekarz, sygnatariusz deklaracji martińskiej. Syn Matúša Duli.

## Życiorys
Studiował prawo w Budapeszcie i medycynę w Budapeszcie, Innsbrucku i w Wiedniu. Od roku 1907 pracował jako lekarz pierwszego kontaktu i ginekolog. W październiku 1918 został jednym z sygnatariuszy martinskiej deklaracji. Był członkiem SNR. Od roku 1918 turczański komes. Był sympatykiem SNS. W latach 1923–1925 pracował jako notariusz publiczny w Koszycach. W latach 1925–1927 administrator Pohronskiej żupy w Zwoleniu. Od roku 1928 doradca rządu, szef zdrowotnego i socjalnego departamentu Kraińskego Urzędu. W latach 1935–1938 wiceprezydent Krainy. W roku 1939 przeszedł na emeryturę.
Poza polityką był aktywny także w działalności związkowej. W latach 1887–1900 pracował jako aktor w „Slovenskom spevokole” w Martinie. Angażował się w działania na rzecz ochrony przyrody. Był członkiem zarządu banku Tatra Banka jako wiceprzewodniczący. Od roku 1946 przewodniczący Związku łowieckich, ochronnych i kynologicznych spółek i Kraińskiego związku socjalnych i zdrowotnych spółek, a także wiceprzewodniczący Klubu słowackich automobilistów.
Został pochowany na Cmentarzu Narodowym w Martinie.